# Dries (Leudal)
Dries (Limburgs: D'n Drees) is een buurtschap bij Neer in de gemeente Leudal in de Nederlandse provincie Limburg. Tot 2007 viel deze buurtschap onder de voormalige gemeente Roggel en Neer.
Dries ligt in het buitengebied van Neer op ongeveer een kilometer ten westen van de dorpskern en bestaat uit circa 55 woningen en boerderijen. Deze zijn vrijwel allemaal gelegen als lintbebouwing aan de gelijknamige straat Dries, maar ook als verspreide bebouwing aan de Keizerbos en de Sloes. Qua adressering valt de buurtschap volledig onder de woonplaats Neer. Van oudsher is het een agrarische gemeenschap, een kenmerk dat er tot op heden nog altijd de voornaamste rol speelt. in Dries staat het klooster Keizerbosch dat werd omgeven door de boerenschans Keyserbosch.
Ten oosten van Dries stroomt de Keizersloop, een zijbeekje van de Neerbeek. Aangrenzende buurtschappen zijn Vlaas in het noorden, Gerhegge in het oosten, Venne in het zuiden en Ophoven verderop in het westen.
Dorpen: Baexem · Buggenum · Ell · Grathem · Haelen · Haler · Heibloem · Heythuysen · Horn · Hunsel · Ittervoort · Kelpen-Oler · Neer · Neeritter · Nunhem · Roggel

Buurtschappen: Aan de Bergen · Aan het Broek · Achter het Klooster · Asbroek · Beekkant · Berik · Blenkert · Brumholt · Caluna · Castert · De Horck · Dries · Eiland · Eind · Ellerhei · Gendijk · Geneijgen · Gerhegge · Haelense Broek · Hanssum · Heiakker · Heide (Heythuysen) · Heide (Roggel) · Heioord · Heugde · Hoek · Hollander · Hoogschans · Hoogstraat · De Horck · Kappert · Karreveld · Keizerbos · Kinkhoven · Laak · Maxet · Mortel · Nijken · Op de Bos · Ophoven · Overhaelen · Roligt · Santfort (deels) · Schaapsbrug · Schans (Ell) · Schans (Roggel) · Schillersheide · Smidstraat · Strubben · Uffelse · Venne · Vestjenshoek · Vlaas · Waije

Voormalige gemeenten: Haelen · Heythuysen · Hunsel · Roggel en Neer

Limburg: Steden en dorpen      Nederland: Provincies · Gemeenten